# Louis Armand Chapelier
Louis Armand Chapelier (1779 - 1802) fue un botánico y explorador francés que recolectó en Madagascar y en Mauritania.

## Honores

### Epónimos
- (Anacardiaceae) Poupartia chapelieri (Guillaumin) H.Perrier[1]
- (Annonaceae) Polyalthia chapelieri Baill.[2]
- (Araceae) Pothos chapelieri Schott[3]
- (Araliaceae) Panax chapelieri Drake[4]
- (Asteraceae) Gymnanthemum chapelieri (Drake) H.Rob.[5]
- (Bignoniaceae) Colea chapelieri DC.[6]
- (Buddlejaceae) Nuxia chapelieri Jovet[7]
- (Burseraceae) Protium chapelieri Guillaumin[8]
- (Chrysobalanaceae) Parinari chapelieri Baill.[9]
- (Clusiaceae) Ochrocarpos chapelieri Planch. & Triana[10]
- (Euphorbiaceae) Croton chapelieri Baill.[11]
- (Flacourtiaceae) Ludia chapelieri Sleumer[12]
- (Icacinaceae) Cassinopsis chapelieri (Baill.) H.Perrier[13]
- (Lauraceae) Potameia chapelieri Baill.[14]
- (Leguminosae) Dalbergia chapelieri Baill.[15]
- (Malvaceae) Abutilon chapelieri Baill.[16]
- (Melastomataceae) Medinilla chapelieri Cogn[17]
- (Myristicaceae) Brochoneura chapelieri (Baill.) H.Perrier[18]
- (Ochnaceae) Discladium chapelieri Tiegh.[19]
- (Poaceae) Cephalostachyum chapelieri Munro[20]
- (Rubiaceae) Gardenia chapelieri A.Rich.[21]
- (Rutaceae) Euodia chapelieri Baill.[22]
- (Sapindaceae) Macphersonia chapelieri (Baill.) Capuron[23]
- (Sterculiaceae) Assonia chapelieri Kuntze[24]

- La abreviatura «Chapel.» se emplea para indicar a Louis Armand Chapelier como autoridad en la descripción y clasificación científica de los vegetales.[25]